# Enkel boekhouden

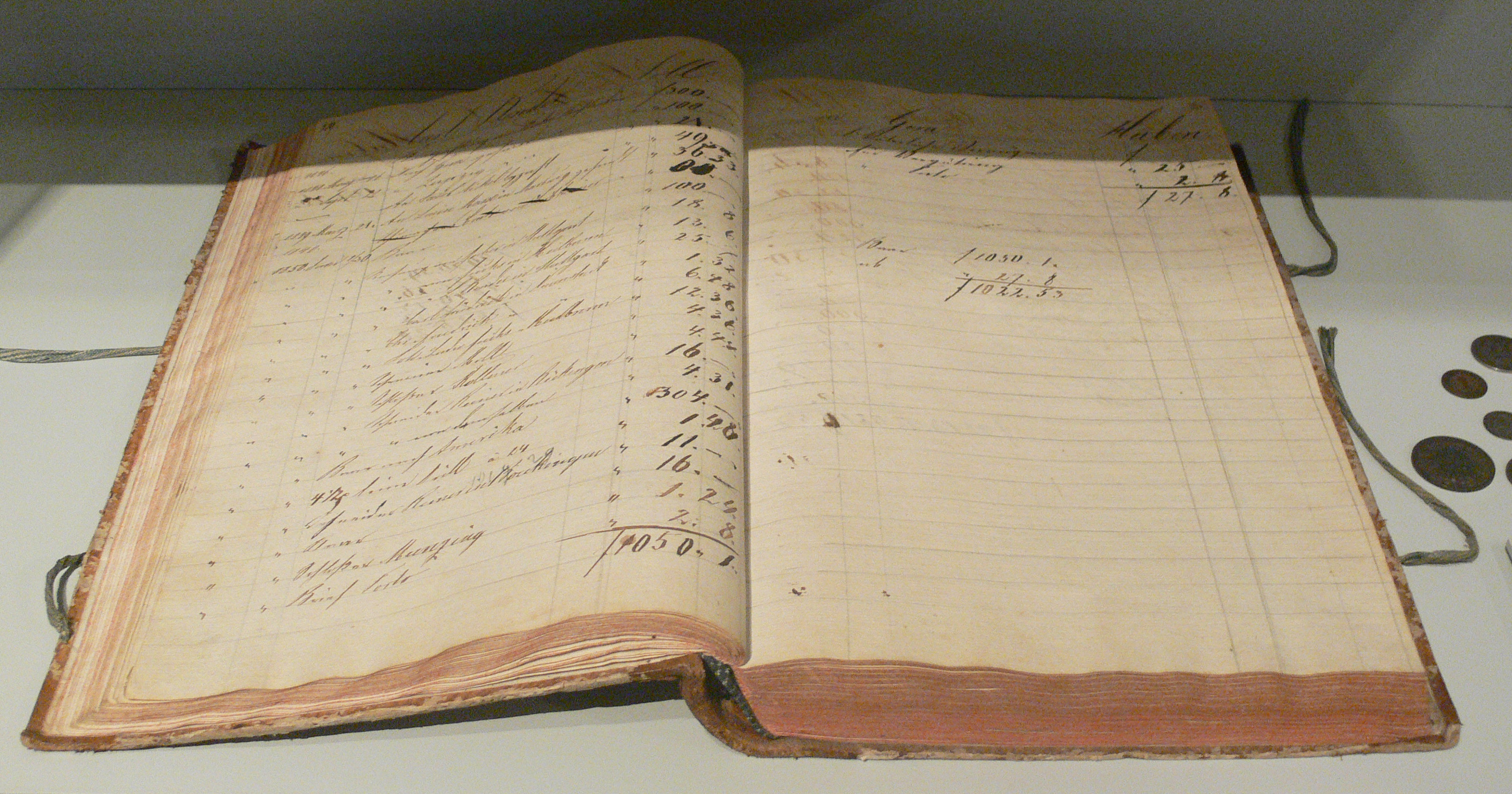
Het enkel boekhouden begint met een kasboek.

Enkel boekhouden of enkelvoudig boekhouden is een eenvoudig systeem van boekhouden, waarin men de veranderingen in bezittingen en schulden weergeeft in dagboeken en periodiek een balans en resultatenrekening opmaakt. In tegenstelling tot het dubbel boekhouden maakt men hierbij geen gebruik van een grootboek, waarin de toe- en afname van het eigen vermogen wordt geregistreerd.
Zowel bij het enkel boekhouden als bij het dubbel boekhouden werkt men met een kasboekhouding ook wel 'journaal' genoemd. Hierin noteert men chronologisch alleen inkomsten en uitgaven, geen opbrengsten en kosten. Bij het dubbel boekhouden wordt dit in een grootboek uitgewerkt, maar dit vindt bij het enkel boekhouden niet plaats.
De resultatenrekening en de balans in een enkelvoudige boekhouding kunnen niet rechtstreeks worden afgeleid uit de inschrijvingen in het journaal. Daarvoor is de boekhoudkundige inventaris nodig. In deze inventaris worden alle te verwachten kosten en opbrengsten bijeengebracht, zodat er een overzicht ontstaat van alle vorderingen en schulden. Naast deze vorderingen en schulden worden de gedane uitgaven voor investeringen (in de kosten) uit de kosten verwijderd, om te worden geactiveerd. Daarna kunnen de afschrijvingen worden berekend.
Doordat de inventarisatie een moeilijk en omslachtig probleem vormt, werken de meeste ondernemingen en organisaties van enige omvang met een systeem van dubbel boekhouden.